# Nowy Świat (Nowy Dwór)
Nowy Świat – przysiółek wsi Nowy Dwór w Polsce, położony w województwie wielkopolskim, w powiecie nowotomyskim, w gminie Zbąszyń.
W latach 1975–1998 miejscowość administracyjnie należała do województwa zielonogórskiego.
Znajduje się w odległości 2 km na północ od miasta gminnego – Zbąszynia.
Przez Nowy Świat przebiega niebieski pieszy szlak turystyczny ze Zbąszynia wzdłuż doliny Obry.